# Turmogues
Els turmogues (llatí: Turmogi o Turmodigi, grec Μούρβογοι) foren un poble de la Tarraconense situat al sud dels càntabres.
Son esmentat només a les descripcions de Plini el vell, Estrabó, Claudi Ptolemeu, Itinerari d'Antoní i pel geògraf de Ravenna; i hi ha algunes mencions durant la campanya d'August contra els càntabres i àsturs (Florus i Orosi).
L'arqueologia cobreix el buit i determina que fou un poble celta que habitava l'actual província de Burgos tenint al nord als càntabres, a l'est als autrígons, a l'est als vacceus i al sud als arevacs.
Els seus poblats eren de dos tipus: uns situats als llocs alts de més de 1000 metres i dedicats a la ramaderia; i altres a la plana amb petites muralles, combinant ramaderia i agricultura.
Les seves ciutats foren Ambisma (no localitzada), Bravum (identificada algunes vegades amb Burgos ciutat però és poc probable), Deobrigula (moderna Tardajos), Mancellus (possiblement Lerma) i la principal Segisamo (Sasamón). Ptolemeu esmenta Pisoraca (Herrera de Pisuerga) com a ciutat dels turmogs però era segurament dels càntabres.